# Højsand
Et højsand eller et højsande er en sandbanke, der kun oversvømmes ved ekstraordinær høje højvande. Det meste af tiden ligger højsandene tørre. Højsande ligger omtrent en meter over normale højvande og kan være op til flere kvadratkilometer stor. De er under permanent påvirkning af havets og vindens dynamik, hvilket mest forhindrer udviklingen af et permanent planteliv. Med mindre de videreudvikler sig til klitøer med mulighed for dannelse af vegetation i klittens læ. Højsande har stor betydning for sæler.
Danske højsande er blandt andet Koresand ud for Mandø og Kiilsand og Søren Jessens Sand nordvest for Fanø. Jordsand ved Rømø var før en hallig, men regnes nu også som højsand. Koresand er med en størrelse på 20 kvadratkilometer det for tiden største højsand i vadehavet. Nord für Amrum opstod efter år 2000 den såkaldte Skarvø (Kormoraninsel).
Højsande med større afstand til kysten eller øerne kaldes udsande. Udsande fungerer som en slags barriere for de mod kysten strømmende vandmasser og spiller med deres bølgebrydende virkning en vigtig rolle i kystsikringen. Fra Sydslesvig kendes de nordfrisiske udsande Nørreogsand, Sønderogsand og Japsand.

## Eksterne links
- Wikimedia Commons har flere filer relateret til Højsand